# Luigi Mangiagalli
Luigi Mangiagalli (Mortara, 16 giugno 1850 – Milano, 3 luglio 1928) è stato un ginecologo e politico italiano.
Senatore e poi sindaco di Milano, promosse la costituzione dell'Università degli Studi di Milano, di cui divenne il primo rettore.

## Biografia
Nasce da una famiglia di mercanti e proprietari terrieri, fra i quali il padre Angelo, nel 1874, apparteneva ai maggiorenti di Mortara, si laurea in Medicina all'Università degli Studi di Pavia nel 1873. Si perfeziona poi in Ginecologia e ottiene una cattedra universitaria, prima all'Università degli Studi di Sassari, poi in quelle di Catania e di Pavia. Personalità forte e poliedrica e con eccezionale capacità di lavoro (veniva chiamato uomo senza requie), oltre che solide conoscenze scientifiche, possedeva una elevata cultura umanistica.
Nel 1888 viene chiamato al posto di direttore del Comparto Ginecologico dell'Ospedale Maggiore di Milano. Nel 1895 occupa la cattedra di Ostetricia dell'Università di Pavia, ma dopo qualche anno ritorna a Milano nella direzione della Maternità. Qui, a Milano, si fissò definitivamente. Nel 1902 diviene deputato del Regno. Nel 1905 promuove la fondazione degli Istituti Clinici di Perfezionamento di Milano.
Dopo un primo infruttuoso tentativo nel 1920, nel 1922 viene eletto sindaco di Milano alla guida di una coalizione di centro-destra composta da liberali, fascisti e popolari. Come medico e sindaco la sua capacità organizzativa dal 1924 fu determinante per la nascita dell'Istituto dei Tumori di Milano. Sotto la sua guida il 2 settembre 1923, in seguito al regio decreto nº 1912, la città di Milano si allargò annettendo gli undici comuni di Baggio, Affori, Chiaravalle Milanese, Crescenzago, Gorla-Precotto, Greco Milanese, Lambrate, Musocco, Niguarda, Trenno e Vigentino.
Dal 1923 e fino alla sua morte si dedica alla costituzione e alla organizzazione dell'Università degli Studi di Milano, che assorbe anche l'Accademia scientifico-letteraria di Milano. Di questa fu il primo rettore, fino al 1926.
A lui Milano ha intitolato la clinica ostetrico-ginecologica da lui fondata, in via della Commenda, e una via nella zona città Studi.